# Jugozapadni pashayi jezik
Jugozapadni pashayi jezik (ISO 639-3: psh), jedan od pašajskih jezika šire kunarske skupine dardskih jezika, koji se govori sjeveroistočno od Kabula u dolini Tagau ili Tagab, Afganistan. Ima tri dijalekta, tagau, ishpi i isken, i nije razumljiv ostalim pašajskim jezicima.
Bogati folklor i pjesme očuvani su u oralnoj tradiciji

## Vanjske poveznice
- Ethnologue (14th)
- Ethnologue (15th)